# Chabela Romero
Isabela "Chabela" Romero Rangel (11 de septiembre de 1936-19 de abril de 1985) fue un luchadora profesional mexicana. Fue una de las primeras mujeres mexicanas en convertirse en luchadora profesional a principios de la década de 1950. Durante su carrera ganó el Campeonato Nacional Femenino de México en tres ocasiones, y el Campeonato Mundial Femenino UWA y el Campeonato Japonés All Pacific una vez.

## Carrera de lucha libre profesional
EnglishLa lucha libre femenina en México antes de la década de 1950 era casi inexistente, Jack O'Brien comenzó a entrenar a luchadoras, incluida Isabela Romero, en su gimnasio de León, Guanajuato. Trabajaría bajo el nombre de Chabela Romero junto a otras aprendices de O'Brien como Irma González, La Enfermera, La Dama Enmascarada y Rosita Williams.  Hizo su debut en el ring el 27 de marzo de 1955, participando en un torneo exclusivamente femenino en la Ciudad de México.
Ganó su primer Campeonato Nacional Femenino de México en algún momento a finales de la década de 1950, debido a la mínima documentación escrita de la época, no se sabe con certeza a quién le ganó ni con quién lo perdió.  Los registros indican que comenzó su segundo reinado el 6 de diciembre de 1965. Entre 1965 y 1966 estuvo involucrada en una disputa histórica con Jarochita Rivero, que vio a las dos mujeres intercambiar el campeonato, primero el 12 de mayo de 1966, y luego de nuevo con Romero el 11 de agosto del mismo año. Durante la disputa, Rivero derrotó a Romero en una Lucha de Apuestas, lo que obligó a Romero a afeitarse todo el cabello como resultado de la estipulación de la lucha. 
Los registros son inciertos en cuanto a cuándo terminó el tercer y último reinado de Romero como Campeona Nacional Femenina de México, ya que faltan registros desde finales de 1966 hasta 1980.
A lo largo de los años Romero tuvo una larga disputa con Irma González, que incluyó varios combates de Lucha de Apuestas entre las dos. Romero perdió contra González el 20 de junio de 1971, y de nuevo el 17 de enero de 1974, ambas veces dejando el ring sin pelo.Terminó ganando la máscara de Princesa Azul, como resultado de su victoria en Lucha de Apuestas el 1 de noviembre de 1975.
En algún momento de la década de 1970, Romero se vengó al derrotar a González en una Lucha de Apuestas en Panamá. Las dos luchadoras también llevaron su rivalidad a Japón, trabajando para All Japan Women's Pro-Wrestling durante varias giras a mediados y finales de la década de 1970. El 20 de mayo de 1978, Chabela Romero derrotó a Maki Ueda en la final de un torneo para ganar el vacante Campeonato de All Pacific. Mantuvo el título durante 81 días, antes de perderlo ante Ueda en un show en Tokio, Japón. El 25 de febrero de 1979, Irma González derrotó a Romero en su cuarto y último combate de Lucha de Apuestas, en un show de la Universal Wrestling Association (UWA). Después de que concluyó la lucha con González, Chabela Romero y Vicki Williams se involucraron en una lucha, en la que Romero derrotó a Williams para ganar el Campeonato Mundial Femenino de la UWA. El cambio de campeonato llevó a una Lucha de Apuestas entre las dos también, con Williams inmovilizando a Romero, obligándola a ser rapada después. Chabela Romero terminó dejando vacante el Campeonato Mundial Femenino de la UWA el 19 de abril de 1981, por razones no documentadas.

## Campeonatos y logros
Lucha libre femenina japonesa
Campeonato del Pacífico ( 1 vez )
Empresa Mexicana de Lucha Libre
Campeonato Nacional Mexicano Femenil ( 3 veces )
Asociación Universal de Lucha Libre
Campeonato Mundial Femenino UWA ( 1 vez )

## Récordde Luchas de Apuestas
| Ganador (apuesta)          | Perdedor (apuesta)       | Ubicación                   | Evento                | Fecha                   | Notas  |
| -------------------------- | ------------------------ | --------------------------- | --------------------- | ----------------------- | ------ |
| Chabela Romero (cabello)   | Irma González (cabello)  | Panamá                      | espectáculo           | N / A                   | [ 12 ] |
| Jarochita Rivero (cabello) | Chabela Romero (cabello) | N / A                       | espectáculo           | 1965 o 1966             | [ 13 ] |
| Irma González (cabello)    | Chabela Romero (cabello) | Torreón, Coahuila           | espectáculo           | 20 de junio de 1970     | [ 12 ] |
| Irma González (cabello)    | Chabela Romero (cabello) | Paducha, México             | espectáculo           | 17 de enero de 1974     | [ 12 ] |
| Chabela Romero (cabello)   | Princesa Azul (máscara)  | Monterrey, Baja California  | espectáculo           | 1 de noviembre de 1975  | [ 13 ] |
| Irma González (cabello)    | Chabela Romero (cabello) | Naucalpan, Estado de México | Espectáculo de la UWA | 25 de febrero de 1979   | [ 12 ] |
| Vicki Williams (cabello)   | Chabela Romero (cabello) | N / A                       | Espectáculo de la UWA | 25 de noviembre de 1979 | [ 13 ] |

## Filmografía
- Las luchadoras contra el médico asesino (1963) como Carmela Camacho "Vendetta"
- Las luchadoras contra la momia (1964) como ella misma
- Las lobas del ring (1965) como ella misma.[14][15]